# Dorogie Towarischtschi!
Dorogie Towarischtschi! (russisch Дорогие товарищи, internationaler Titel: Dear Comrades!, deutsch: „Liebe Genossen!“) ist ein russischer Spielfilm von Andrei Kontschalowski aus dem Jahr 2020. Das Drama thematisiert den 1962 von der Sowjetarmee blutig niedergeschlagen Aufstand von Nowotscherkassk.
Die Uraufführung fand am 7. September 2020 im Rahmen des Wettbewerbs der 77. Internationalen Filmfestspiele von Venedig statt. Ein regulärer Kinostart in Russland erfolgte am 12. November 2020.

## Handlung
Nowotscherkassk, Sowjetunion, im Jahr 1962: Ljudmila ist linientreues Mitglied der Kommunistischen Partei. Während eines Arbeitsstreiks in der örtlichen Elektrolokomotivenfabrik wird sie ungewollt Zeugin eines Massakers – die von der Regierung entsandte Armee schießt auf die Demonstranten, um den Streik zu beenden. Dadurch wird Ljudmilas Weltbild für immer zerstört. Auch das Leben in Nowotscherkassk verändert sich in der Folge durch Unruhen, Verhaftungen, hastig vollstreckte Gerichtsurteile und verhängte Ausgangssperren drastisch. Menschen werden verletzt oder vermisst. Auch Ljudmilas Tochter verschwindet in dieser von Panik und Verwirrung geprägten Zeit spurlos. Daraufhin macht sie sich auf die gefährliche Suche nach ihrem vermissten Kind. Nowotscherkassk steht währenddessen unter einer Blockade und die Behörden versuchen, die Geschehnisse zu vertuschen.

## Entstehungsgeschichte
Kontschalowskis Film basiert auf einer wahren Begebenheit, die sich Anfang Juni 1962 zutrug. Zu dieser Zeit protestierten etwa 5000 Arbeiter gegen die Senkung der Löhne, die mit einem Anstieg der Lebensmittelpreise zusammenfiel. Der spontane Protest wurde von Armeestreitkräften und Mitgliedern des sowjetischen Inlandsgeheimdienstes KGB brutal niedergeschlagen. Unbewaffnete Demonstranten wurden aus nächster Nähe erschossen. Insgesamt sollen 24 Menschen beim Arbeiterprotest vor der Elektrolokomotivenfabrik in Nowotscherkassk von der Armee erschossen worden sein. 87 Menschen wurden verletzt. Sieben Beteiligte wurden zum Tode verurteilt, 105 Menschen als Anstifter der Unruhen zu langen Haftstrafen verurteilt. Die Opfer des blutig niedergeschlagenen Aufstands wurden unter falschen Namen heimlich in Gräbern beigesetzt, damit sie nie aufgespürt werden konnten. Die Geschehnisse wurden bis in die 1990er-Jahre geheim gehalten. Eine 1992 eingeleitete Untersuchung brachte keine Ergebnisse zutage – die Hauptverdächtigen unter den sowjetischen Spitzenbeamten waren zu dieser Zeit bereits verstorben. Zu einer Verurteilung der Täter kam es nie, aber die zuvor Verurteilten wurden Jahrzehnte später rehabilitiert.
Der Regisseur selbst gab an, mit Dorogie Towarischtschi! einen Film über die Generation seiner Eltern gedreht zu haben. Die Menschen, die den Zweiten Weltkrieg überlebten, hätten ein bedingungsloses Vertrauen in die Ziele des Kommunismus gehabt. „Ich wollte die Ereignisse, die wirklich geschahen, mit äußerster Genauigkeit rekonstruieren und eine Ära, in der die Geschichte die unüberbrückbare Kluft zwischen kommunistischen Idealen und der tragischen Realität der Tatsachen offenbarte. Dieser Film ist eine Hommage an die Reinheit dieser Generation, ihre Opfer und die Tragödie, die sie erlebte, als ihre Mythen zusammenbrachen und ihre Ideale verraten wurden“, so Kontschalowski. Er habe die Rolle der Ljudmila seiner Ehefrau Julija Wyssozkaja auf den Leib geschrieben. Wie ihre Figur stammt auch Wyssozkaja aus Nowotscherkassk und war zuvor schon mit Hauptrollen in den früheren Filmen ihres Ehemanns betraut worden.
Der Film entstand mit Unterstützung des russischen Kulturministeriums, der gemeinnützigen Stiftung „Kunst, Wissenschaft und Sport“ des Milliardärs und Unternehmers Alischer Usmanow sowie des Fernsehsenders Rossija 1. Gedreht wurde u. a. an Originalschauplätzen in Nowotscherkassk. Wie bei Kontschalowskis vorangegangenen Film Paradies (2016) setzte der Regisseur auf Schwarzweiß-Bilder, eine statische Kamera und ein klassisches, fast quadratisches Bildformat. Für den Dreh der Massenszenen standen Kameramann Andrei Naidenow bis zu elf Kameras gleichzeitig zur Verfügung. Da die russische Filmgesellschaft Mosfilm nicht über genügend Requisiten aus den 1960er-Jahren verfügte, ließ der auf Authentizität setztende Kontschalowski in ganz Russland nach passenden Ersatz suchen. Auch ließ er Enkel von Augenzeugen der Unruhen ans Filmset einladen. Kontschalowski äußerte auch Kritik an der Authentizität einiger zuvor erschienener russischer Historienfilme, die in keiner Weise bekannten sowjetischen Filmen wie Die Kraniche ziehen (1957) oder Die Ballade vom Soldaten (1959) entsprochen hätten.

## Auszeichnungen
Mit Dorogie Towarischtschi! konkurrierte Kontschalowski zum sechsten Mal um den Goldenen Löwen, den Hauptpreis der Filmfestspiele von Venedig. Die Wettbewerbsjury vergab den Spezialpreis an den russischen Beitrag. Darüber hinaus wurde Dorogie Towarischtschi! beim Chicago International Film Festival im selben Jahr der Regiepreis zuerkannt.
Kontschalowskis Film wurde als russischer Beitrag für die Kategorie „bester internationaler Film“ bei der Oscarverleihung 2021 ausgewählt und gelangte auch in die Vorauswahl für die Golden Globe Awards 2021 („Bester fremdsprachiger Film“).